# Fellheim
Fellheim è un comune tedesco di 1 195 abitanti, situato nel land della Baviera.